# Anna Sorokin
Anna Wadimowna Sorokina (ros. Анна Вадимовна Сорокина), znana jako Anna Delvey (ur. 23 stycznia 1991 w Domodiedowie) – rosyjska oszustka, która wyłudziła łącznie 200 tys. dol., podając się za pochodzącą z Niemiec dziedziczkę fortuny. Została aresztowana w 2017, postawiono jej osiem zarzutów. Została skazana na 4 do 12 lat więzienia, na wolność wyszła 11 lutego 2021 roku. Niedługo po jej uwolnieniu została aresztowana przez ICE (U.S. Immigration and Customs Enforcement), przez co grozi jej deportacja do Niemiec.
Nadal trwa postępowanie sądowe w sprawie jej deportacji. Od października 2022 roku, Sorokina przebywa w areszcie domowym i pod elektronicznym dozorem. Udziela wywiadów mediom i prowadzi własny podcast. 
We wrześniu 2024, wystąpiła w 33. amerykańskiej edycji „Tańca z gwiazdami” z opaską dozoru elektronicznego na kostce.
Na podstawie historii jej życia Netflix stworzył serial Kim jest Anna?; Sorokina otrzymała od platformy 320 tys. dolarów.

## Życiorys
Urodziła się w rosyjskim mieście Domodiedowo, ale większość dzieciństwa spędziła w Niemczech. Jej ojciec był kierowcą ciężarówki, a matka właścicielką niewielkiego sklepu. W 2007 wraz z rodziną przeprowadziła się do Eschweiler. Przez przyjaciół była opisywana jako nieśmiała osoba z trudnościami w nauce języka niemieckiego. Cztery lata później przeniosła się do Londynu, gdzie studiowała na Central Saint Martins.
W wieku 19 lat wyjechała do Paryża, gdzie rozpoczęła pracę we francuskim magazynie „Purple”. W tym okresie zaczęła używać imienia „Anna Delvey”. W 2013 pojechała do Montauk na tydzień mody (ang. Fashion Week)

## Oszustwa
Po przybyciu do Nowego Jorku w 2016 roku zaczęła podawać się za dziedziczkę niemieckiej firmy zajmującej się przemysłem technologicznym, ropą naftową, panelami słonecznymi i kolekcję europejskich antyków. Planowała założyć Fundację Anny Delvey (ADF), prywatny klub zajmujący się sztuką, który miał znajdować się w Church Missions House przy Parku Avenue South na Manhattanie w Nowym Jorku. W projekt zaangażowała m.in. Gabriela Calatravę, syna Santiago Calatravy. Do wynajęcia budynku potrzebowała 22 mln dolarów, w tym celu sfałszowała wyciągi ze szwajcarskiego banku, na którym miało znajdować się ponad 60 mln euro. Zrobiła to w celu uzyskania pożyczki, gdyż miała nie mieć dostępu do środków znajdujących się w Europie. Ostatecznie nie udało się jej uzyskać pożyczki.